# Droga krajowa B183 (Niemcy)
Droga krajowa 183 (niem. Bundesstraße 183, B 183) – niemiecka droga krajowa przebiegająca  z zachodu na wschód od skrzyżowania z drogą B185 w Köthen w Saksonii-Anhalt do skrzyżowania z drogą B101 w Bad Liebenwerda w Brandenburgii.

## Miejscowości leżące przy B183

### Saksonia-Anhalt
Köthen, Prosigk, Gnetsch, Radegast, Zörbig, Sandersdorf, Bitterfeld-Wolfen, Mühlbeck, Pouch, Rösa, Schwemsal.

### Saksonia
Bad Düben, Görschlitz, Pressel, Weidenhain, Dreiheide, Süptitz, Zinna, Torgau, Brückenkopf, Werdau, Graditz, Kötten.

### Brandenburgia
Marxdorf, Bönitz, Lausitz, Bad Liebenwerda.